# Szlak im. Michała Kajki

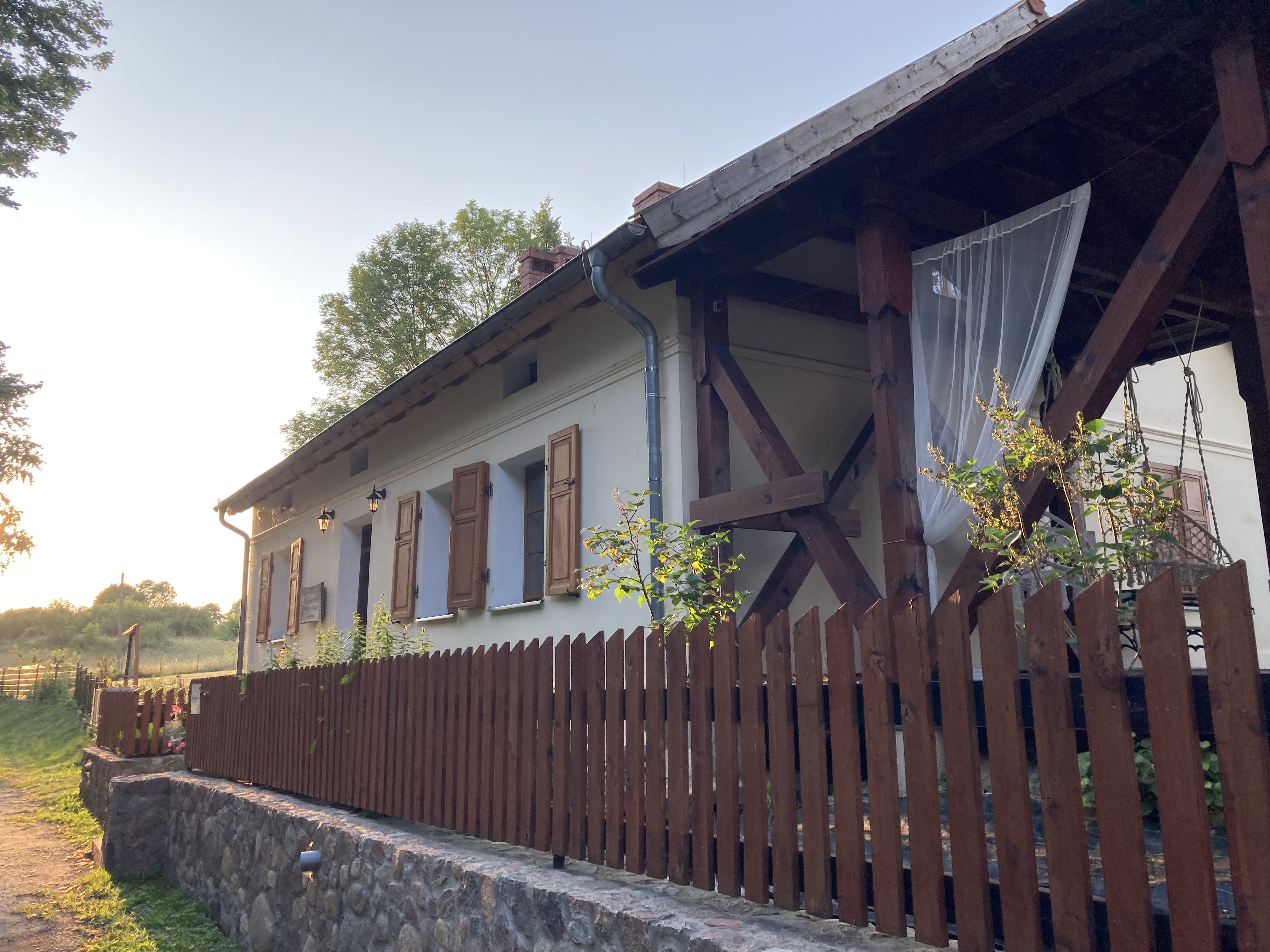
Muzeum Michała Kajki w Ogródku

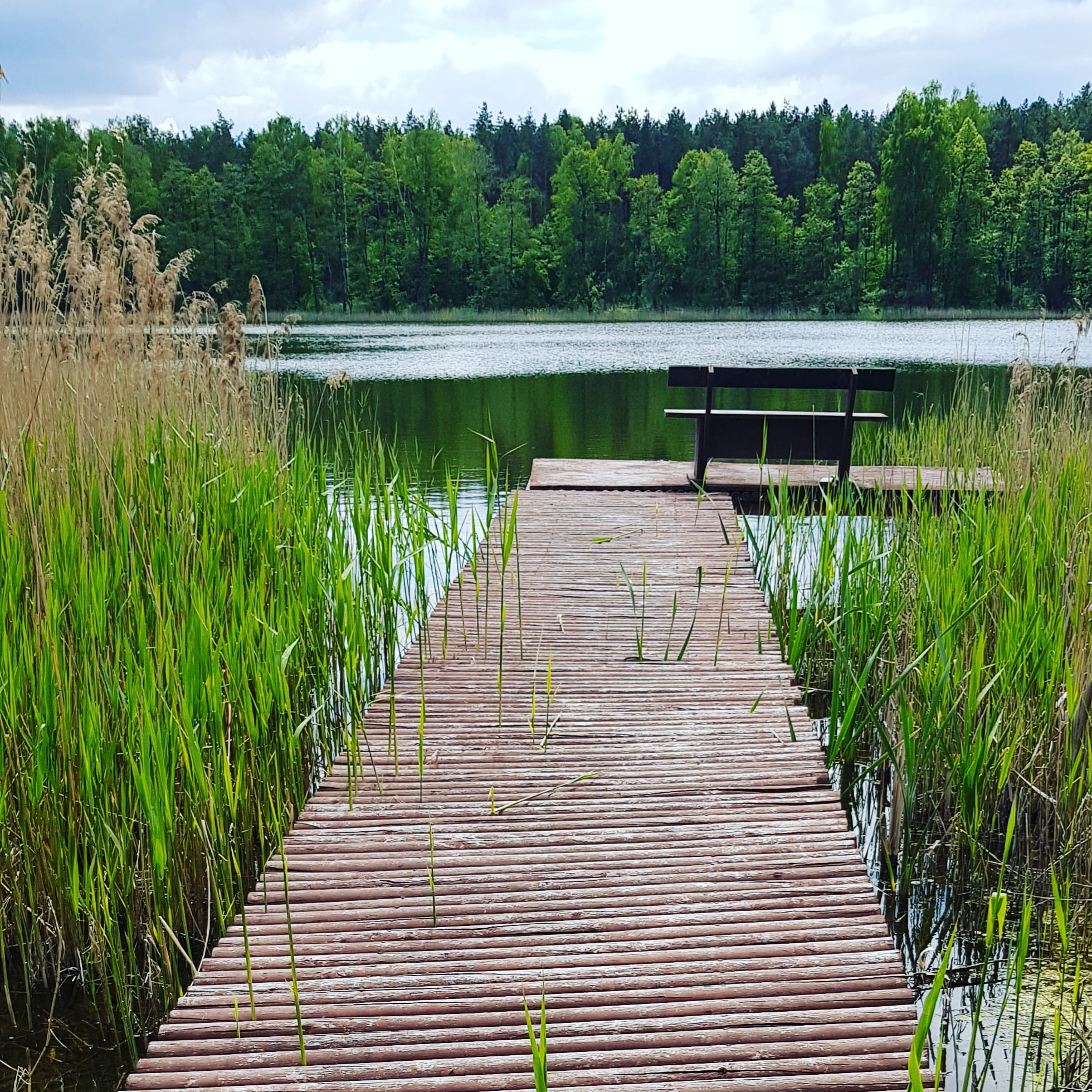
Jezioro Lipińskie, widok z pomostu w Klusach, przy drodze krajowej nr 16

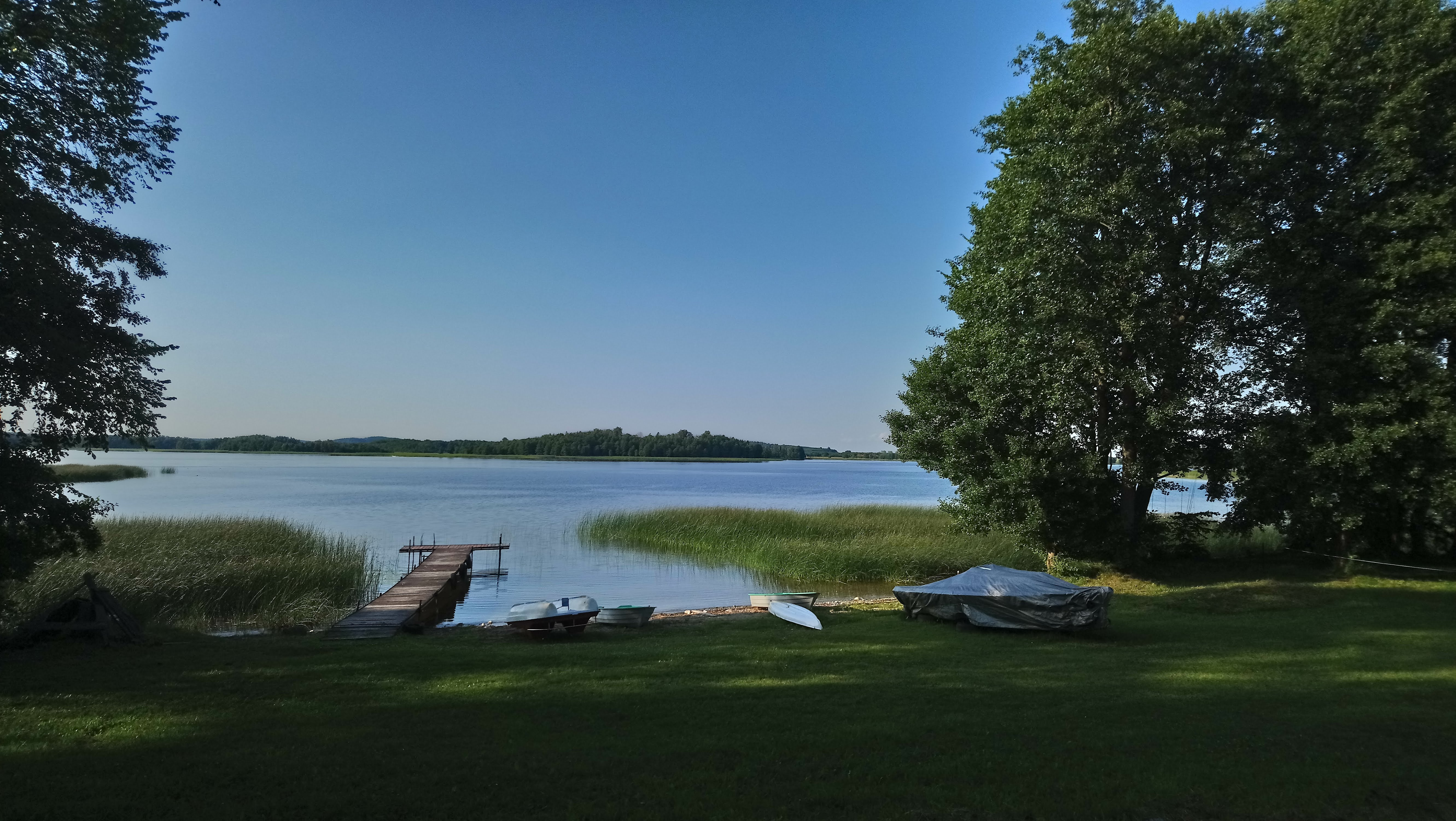
Jezioro Orzysz, widok ze Strzelnik

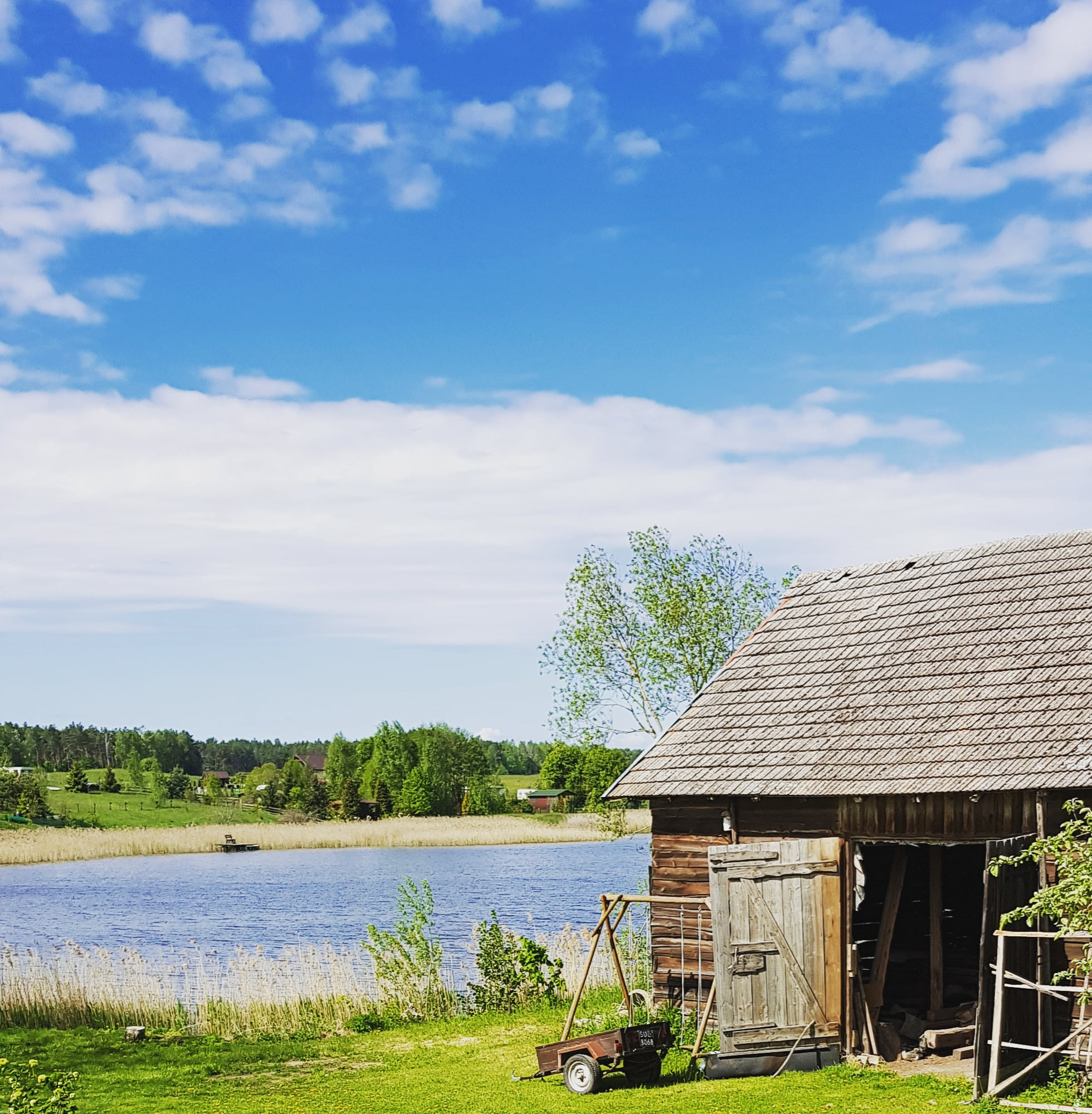
Jezioro Kraksztyn w Ogródku

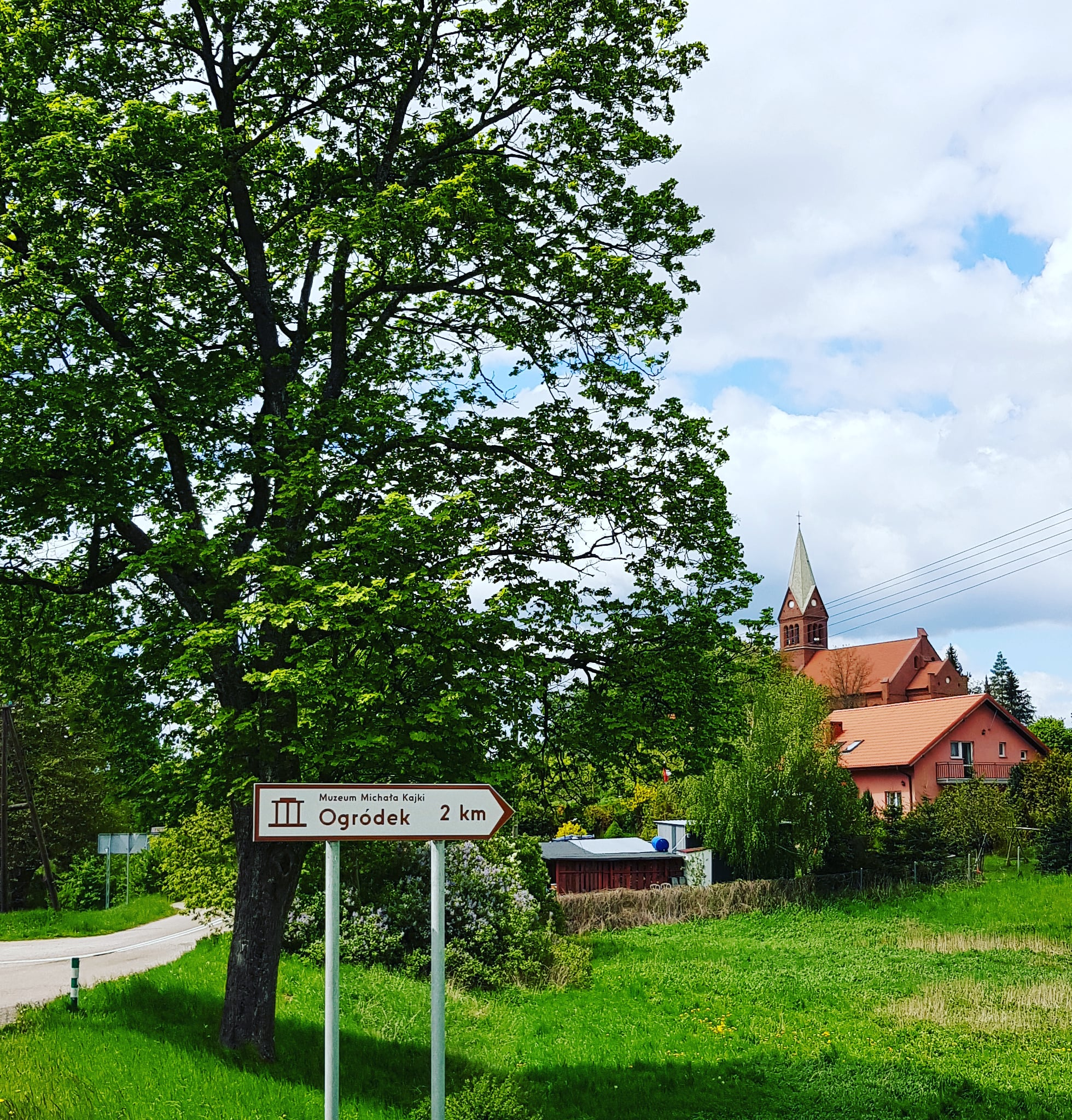
Klusy, drogowskaz do Ogródka

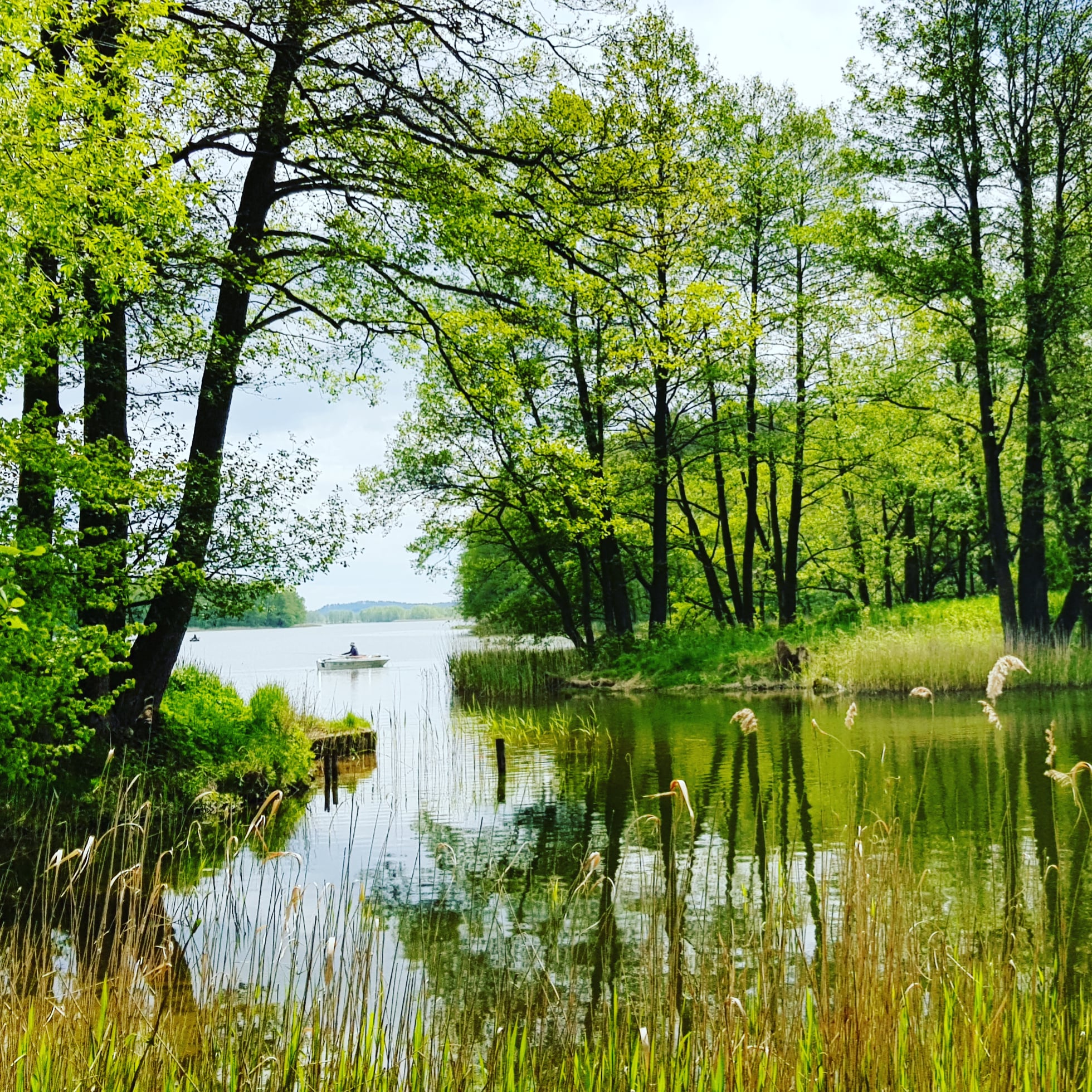
Jezioro Lipińskie w Klusach

 Szlak im. Michała Kajki – szlak o długości 37 km w województwie warmińsko-mazurskim wytyczony na terenie powiatów: ełckiego i piskiego. Upamiętnia mazurskiego poetę ludowego - Michała Kajkę. Główny punkty na szlaku to: Jezioro Orzysz – Skomack Wielki – Ogródek – Jezioro Kraksztyn – Klusy – Pistki – Mostołty – Tracze – Chruściele – Ełk. 

## Charakterystyka
Trasa wyznaczona została przez obszary atrakcyjne krajobrazowo: pośród lasów, łąk i nad brzegami mazurskich jezior. Szlak im. Michała Kajki wiedzie od Ełku do Orzysza przez Skomacko Wielkie. Z centrum miasta wiedzie brzegiem jeziora Ełckiego, dalej do wsi Chruściele, skąd obok Jeziora Szarek, trasa wznosi się ku pofałdowanym terenom, poprzecinanym kompleksami leśnymi przez wsie: Tracze, Mostołty, Pistki. 
Dalej trasa prowadzi przez lasy nad brzegiem Jeziora Lipińskiego do miejscowości Klusy (w powiecie piskim). Stamtąd szlak prowadzi brzegami Jeziora Kraksztyn, obok Jeziora Druglin Duży do Ogródka, gdzie mieści się Muzeum Michała Kajki – patrona szlaku. Następnie brzegiem Jeziora Rostki trasa prowadzi do Skomacka Wielkiego i dalej w kierunku Jeziora Orzysz. Szlak kończy się w sąsiedztwie grodziska jaćwieskiego. 

## Istotne punkty na szlaku
- Zespół zamkowy z XIV/XV w Ełku[9][10][11][12]. Stanowił przed wiekami strażnicę krzyżacką. W kolejnych latach silnie przebudowywany, a w końcu lat 70. pełniący funkcję więzienia.
- Góra Bunelki – wzniesienie z cmentarzem wojennym z okresu I wojny światowej. Miejsce spoczynku 23 żołnierzy niemieckich i 64 rosyjskich. Z góry rozciąga się widok na panoramę Ełku i okolic[13][14].
- Jezioro Lipińskie[15][16][17] – jezioro o łącznej powierzchni 249 ha i maksymalnej głębokości 23 m położone w otoczeniu lasów. Po drugiej stronie jeziora znajduje się poligon wojskowy Orzysz[18][19][20].
- Klusy[21][22] – jedna z najstarszych wsi w okolicach Ełku. W połowie XV w istniał już kościół, a na początku XVI w przy kościele była szkoła parafialna. Obecny kościół pochodzi z 1884 r.[23][24]
- Ogródek[25][26] – wieś założona w połowie XVI w. Jednymi z pierwszych mieszkańców wsi byli arianie[27]. Na początku miejscowości po prawej stronie znajduje się dom poety Michała Kajki[28][29].

## Trasa
| km   | Miejsce na trasie                             | km   |
| ---- | --------------------------------------------- | ---- |
| 0    | Ełk, stanica wodna PTTK                       | 53,2 |
| 0,5  | Ełckie Centrum Kultury                        | 52,7 |
| 0,8  | zespół zamkowy z XIV/XV w.                    | 52,4 |
| 3,6  | skrzyżowanie z drogą asfaltową Ełk-Mostołty   | 49,6 |
| 4,0  | Chruściele                                    | 49,2 |
| 5,0  | Jezioro Szarek                                | 48,2 |
| 6,7  | Góra Bunelka z krzyżem i kamiennym murem      | 46,5 |
| 7,0  | Szarek                                        | 46,2 |
| 8,5  | Jezioro Dębniak                               | 44,7 |
| 9,1  | Mącze                                         | 44,1 |
| 10,6 | skrzyżowanie z drogą asfaltową Ełk-Mostołty   | 42,6 |
| 11,5 | przystanek autobusowy Karwowskie              | 41,7 |
| 13,2 | Tracze                                        | 40,0 |
| 14,1 | Mostołty                                      | 39,1 |
| 16,4 | skrzyżowanie w Pistkach                       | 36,8 |
| 19,8 | pole biwakowe nad Jeziorem Lipińskim          | 33,4 |
| 22,1 | skrzyżowanie w drogą krajową 16 Olsztyn-Ełk   | 28,1 |
| 25,5 | Klusy                                         | 27,7 |
| 26,9 | Ogródek, Muzeum Michała Kajki                 | 26,3 |
| 27,4 | przystanek autobusowy w Ogródku               | 25,8 |
| 31,0 | Rostki                                        | 22,2 |
| 33,0 | Jezioro Rostki                                | 20,2 |
| 36,0 | Skomack Wielki                                | 17,2 |
| 38,6 | przejazd kolejowy linii kolejowej Ełk-Olsztyn | 14,6 |
| 40,6 | Pańska Wola                                   | 12,6 |
| 44,0 | stacja kolejowa Odoje i wieś Odoje            | 9,2  |
| 49,0 | Grądy                                         | 4,2  |
| 51,1 | Orzysz                                        | 2,1  |
| 53,2 | dworzec kolejowy w Orzyszu                    | 0,00 |